# Polska na Młodzieżowych Mistrzostwach Europy w Lekkoatletyce 2019
Polska na Młodzieżowych Mistrzostwach Europy w Lekkoatletyce 2019 – reprezentacja Polski podczas dwunastej edycji czempionatu Starego Kontynentu dla zawodników do lat 23, która odbyła się w Gävle, zdobyła 10 medali, w tym sześć złotych.

## Mężczyźni
- bieg na 100 metrów
  - Łukasz Żak odpadł w półfinałach (15. miejsce)
  - Bartosz Siudek odpadł w eliminacjach (16. miejsce)
- bieg na 200 metrów
  - Adrian Brzeziński odpadł w półfinałach (12. miejsce)
  - Adam Balcerek nie ukończył
- bieg na 400 metrów
  - Tymoteusz Zimny zajął 4. miejsce
  - Maciej Hołub odpadł w półfinale (11. miejsce)
- bieg na 800 metrów
  - Mateusz Borkowski zajął 1. miejsce
- bieg na 1500 metrów
  - Patryk Kozłowski zajął 10. miejsce
  - Adam Włodarczyk odpadł w eliminacjach (20. miejsce)
- bieg na 110 metrów przez płotki
  - Michał Sierocki zajął 2. miejsce
  - Dawid Żebrowski zajął 6. miejsce
- sztafeta 4 × 100 metrów
  - Eryk Hampel, Rafał Pająk, Jakub Gałandziej i Andrzej Brzeziński nie ukończyli
- sztafeta 4 × 400 metrów
  - Mateusz Rzeźniczak, Cezary Mirosław, Maciej Hołub i Tymoteusz Zimny zajęli 4. miejsce
- skok wzwyż
  - Norbert Kobielski zajął 3. miejsce
- skok w dal
  - Mateusz Różański zajął 5. miejsce
  - Piotr Tarkowski zajął 10. miejsce
- pchnięcie kulą
  - Konrad Bukowiecki zajął 1. miejsce
  - Szymon Mazur zajął 11. miejsce
- rzut dyskiem
  - Oskar Stachnik zajął 3. miejsce
- rzut oszczepem
  - Cyprian Mrzygłód zajął 1. miejsce
- dziesięciobój
  - Rafał Horbowicz zajął 11. miejsce

## Kobiety
- bieg na 100 metrów
  - Ewa Swoboda zajęła 1. miejsce
- bieg na 200 metrów
  - Marlena Gola zajęła 9. miejsce
  - Martyna Kotwiła nie ukończyła
- bieg na 400 metrów
  - Natalia Kaczmarek zajęła 1. miejsce
- bieg na 800 metrów
  - Angelika Sarna zajęła 5. miejsce
- bieg na 1500 metrów
  - Eliza Megger zajęła 4. miejsce
- bieg na 5000 metrów
  - Sylwia Indeka zajęła 8. miejsce
- bieg na 100 metrów przez płotki
  - Klaudia Siciarz zajęła 2. miejsce
  - Klaudia Wojtunik zajęła 7. miejsce
  - Zuzanna Hulisz odpadła w półfinale (11. miejsce)
- bieg na 400 metrów przez płotki
  - Natalia Wosztyl zajęła 8. miejsce
- bieg na 3000 metrów z przeszkodami
  - Patrycja Kapała zajęła 8. miejsce
- sztafeta 4 × 100 metrów
  - Klaudia Siciarz, Marlena Gola, Martyna Kotwiła i Ewa Swoboda zajęły 3. miejsce
- sztafeta 4 × 400 metrów
  - Karolina Łozowska, Natalia Wosztyl, Natalia Widawska i Natalia Kaczmarek zajęły 1. miejsce
- chód na 20 km
  - Olga Niedziałek zajęła 2. miejsce
- skok wzwyż
  - Paulina Borys zajęła 10. miejsce
- skok o tyczce
  - Agnieszka Kaszuba nie ukończyła
- trójskok
  - Gaja Wota zajęła 10. miejsce
  - Agnieszka Bednarek odpadła w eliminacjach (14. miejsce)
- pchnięcie kulą
  - Maja Ślepowrońska zajęła 7. miejsce
- rzut dyskiem
  - Karolina Urban zajęła 12. miejsce
- rzut młotem
  - Aleksandra Śmiech zajęła 4. miejsce
  - Patrycja Maciejewska nie ukończyła
- rzut oszczepem
  - Klaudia Maruszewska zajęła 10. miejsce
- siedmiobój
  - Adrianna Sułek zajęła 6. miejsce